# بل سی‌اچ-۱۴۶ گریفون
بل سی‌اچ-۱۴۶ گریفون (به انگلیسی: Bell CH-146 Griffon) یک بالگرد ساختِ کارخانهٔ بل هلیکوپتر در کشور ایالات متحده آمریکا و کانادا است که در سال ۱۹۹۲–۱۹۹۷ ساخته شد. نخستین استفاده‌کنندهٔ این بالگرد نیروهای مسلح کانادا بوده‌است. این بالگرد برای نخستین بار در ۱۹۹۲ میلادی مورد استفاده قرار گرفت.